# Crioceris macilenta
Crioceris macilenta ist ein Käfer aus der Familie der Blattkäfer (Chrysomelidae) und der Unterfamilie der Criocerinae. Die Gattung Crioceris ist in Europa mit sieben Arten vertreten, die stark variierende Art Crioceris macilenta kommt im Mittelmeergebiet vor.

## Bemerkungen zum Namen
Crioceris macilenta wurde erstmals 1880 von Weise beschrieben, der die Art hinter dem Gemeinen Spargelhähnchen Crioceris asparagi einordnete. Die deutschsprachige Beschreibung beginnt mit den Worten kleiner und noch flacher als die vorherige Art. Dadurch erklärt sich der Artname maciléntus (lat. mager). Der Gattungsname Crioceris ist von altgr.  κριός  kriós für "Widder"  und  κέρας  kéras für "Horn" abgeleitet. Er bezieht sich auf die Fühler des Käfers.
|                                            |         |
| Seitenansicht                              | Pärchen |
|                                            |         |
| Varianten der Flügelzeichnung nach Chobaut |         |

## Merkmale des Käfers
Da die Exemplare der Art ebenso wie beim Gemeinen Spargelhähnchen stark variieren, wurde Crioceris macilenta von einigen Autoren als südliche Form des Spargelhähnchens angesehen. Die Käfer sind mit einer Länge von 4,5 bis fünf  Millimeter jedoch kleiner als die Spargelhähnchen, außerdem flacher. Die Grundfarbe ist erdfarbig schwarz.
Der Kopf ist vorn und um die Augen dicht gerunzelt. Stirn und Hals sind dicht und kräftig punktiert. Die Schläfen sind mäßig gewölbt. Die elfgliedrigen Fühler sind schnurförmig und überwiegend schwarz. Laut Erstbeschreibung ist das erste Fühlerglied heller grün, die folgenden drei Glieder dunkler grün, die restlichen Glieder schwarz. Die ersten Glieder können jedoch auch dunkler bis schwarz sein, sie glänzen aber, während die restlichen Glieder durch die Behaarung matt erscheinen.
Der Halsschild ist kaum länger als breit, seine Seiten annähernd parallel. Vor der Basis ist er kaum merklich eingeschnürt und an der Basis doppelt gerandet. Er ist dicht und deutlich punktiert. Die Scheibe ist wenig gewölbt. Der Halsschild ist schwarz, aber rundum breit braun gesäumt.
Das Schildchen ist etwa so lang wie breit und hinten abgerundet.
Die Flügeldecken sind zusammen deutlich breiter als Halsschild und Kopf. Die Seiten verlaufen annähernd parallel, ihr Ende bildet gemeinsam etwa einen Halbkreis. Die Flügeldecken tragen Längsreihen aus Punkten. Die Punkte stehen deutlich enger und die Reihen sind tiefer eingesenkt und verlaufen regelmäßiger als beim Spargelhähnchen. Die Grundfarbe der Flügeldecken ist schwarzbraun. Die Flügeldecken sind an den Außenseiten bis zur Spitze braun gerandet. Auf jeder Flügeldecke befinden sich hintereinander drei weiße Längsmakel, die gewöhnlich zu einem breiten Streifen verschmolzen sind, der sich zwischen der dritten und sechsten Punktreihe vorn beginnend über etwa drei Viertel der Flügeldeckenlänge hinzieht. Dieser Streifen kann aufgelöst sein, die Teile dehnen sich aber nie zur Naht oder zum Außenrand der Flügeldecken aus. Es wurden von mehreren Autoren zahlreiche Varianten der weißen Zeichnung beschrieben, die wichtigsten sind in Abb. 4 gezeigt.
Die Beine sind zumindest an der Wurzel von Schenkel und Schiene hellbraun, die Schenkel außen erzgrün bis schwarz, die viergliedrigen Tarsen und der äußere Teil der Schienen angedunkelt. Die Schenkel der Hinterbeine ist kaum schmaler als bei den verwandten Arten, die Keule jedoch kürzer. Die Krallen sind nicht verwachsen.

## Biologie
Der Käfer besitzt einen Stridulationsapparat. Die Schrillleisten sitzen am siebten sichtbaren Tergit und die Flügeldecken bilden die Schrillfläche. Die Bedeutung der Lauterzeugung ist noch unklar, es wird vermutet, dass sie der Abschreckung dient.
Die Käfer findet man auf  Asparagus aphyllus orientalis und weiteren Spargelarten (Asparagus tenuifolius, Asparagus officinalis, Asparagus setaceus). Auf den Balearischen Inseln erscheinen sie von Mai bis Juni und bilden jährlich zwei Generationen aus. Die Larven kriechen wie Raupen auf den Wirtspflanzen und ernähren sich von diesen. Die Exkremente werden am Hinterleib angeheftet.

## Verbreitung
Die Art ist am Mittelmeer verbreitet. In der Fauna Europaea werden die Balearen, Korsika, Frankreich, Gibraltar, Italien, Malta, Monaco, Portugal, Sardinien, Sizilien, Spanien und Nordafrika angeführt. Der Käfer ist jedoch weiter verbreitet, er wurde auch von Kreta gemeldet, und die Fotos zum Artikel stammen vom Peloponnes.